# Lufttransport Süd
LTS Lufttransport Süd (Beiname: Flügel des Südens) war eine deutsche Fluggesellschaft.

## Geschichte

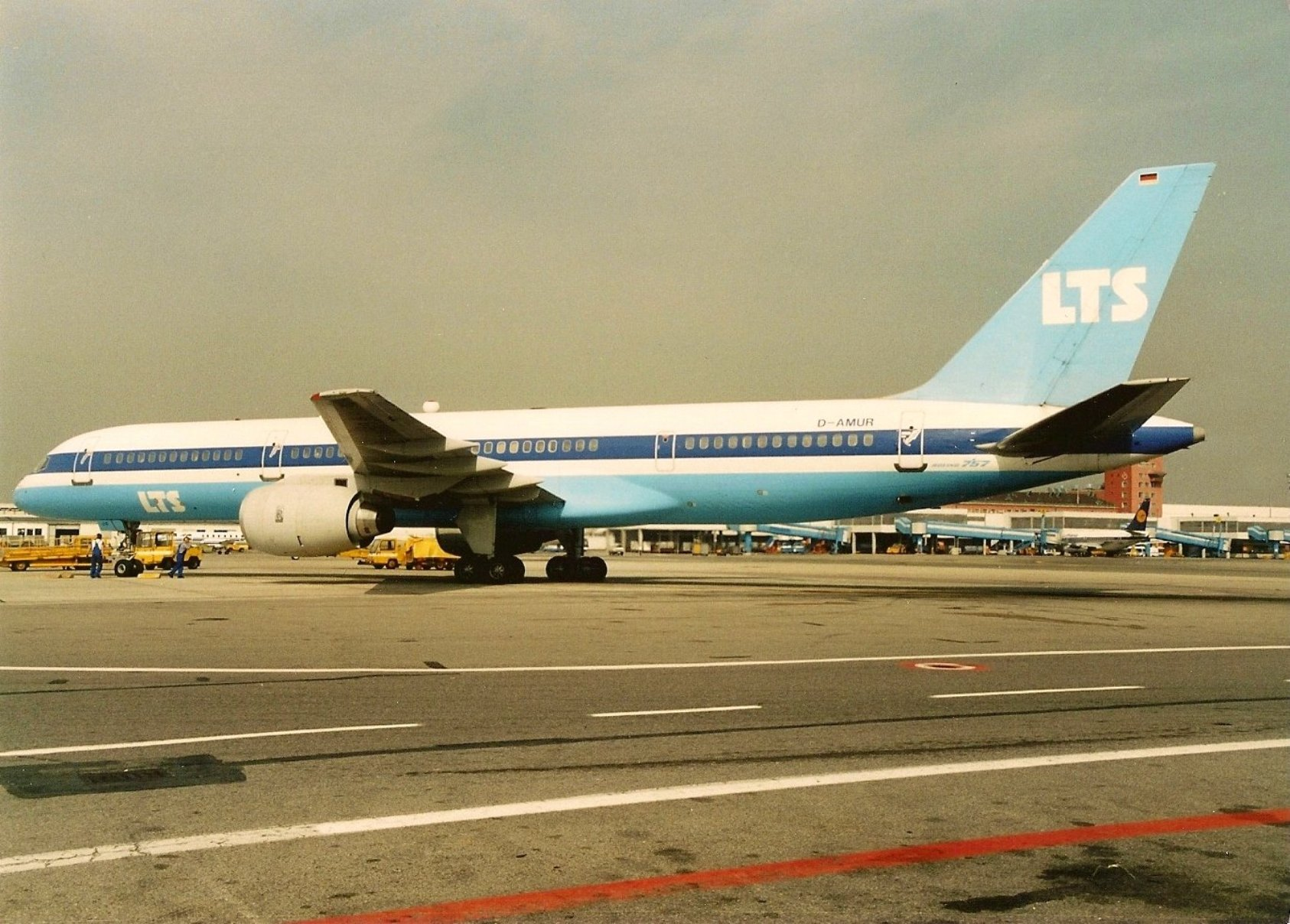
D-AMUR

Nach dem Gründungstreffen der LTS Geschäftsführung AG im August 1983 wurde die Fluggesellschaft LTS Lufttransport Süd GmbH & Co Kg im Dezember 1983 als Tochterunternehmen und mit finanzieller Unterstützung der LTU aus Düsseldorf gegründet. Der Flugbetrieb wurde im Mai 1984 mit dem für in Deutschland erstmals zugelassenen Flugzeugtyp Boeing B757-200 mit der Registration D-AMUR (MSN 23118) in weißblauer Bemalung aufgenommen. Gleich im übernächsten Monat wurde das Flugzeug am 12. Juli 1984 gegen 20:00 Uhr Ortszeit nach der Landung auf dem Flughafen München-Riem durch einen Hagelschlag derart stark beschädigt, dass es bis zum März 1985 bei Boeing in Seattle repariert werden musste. 

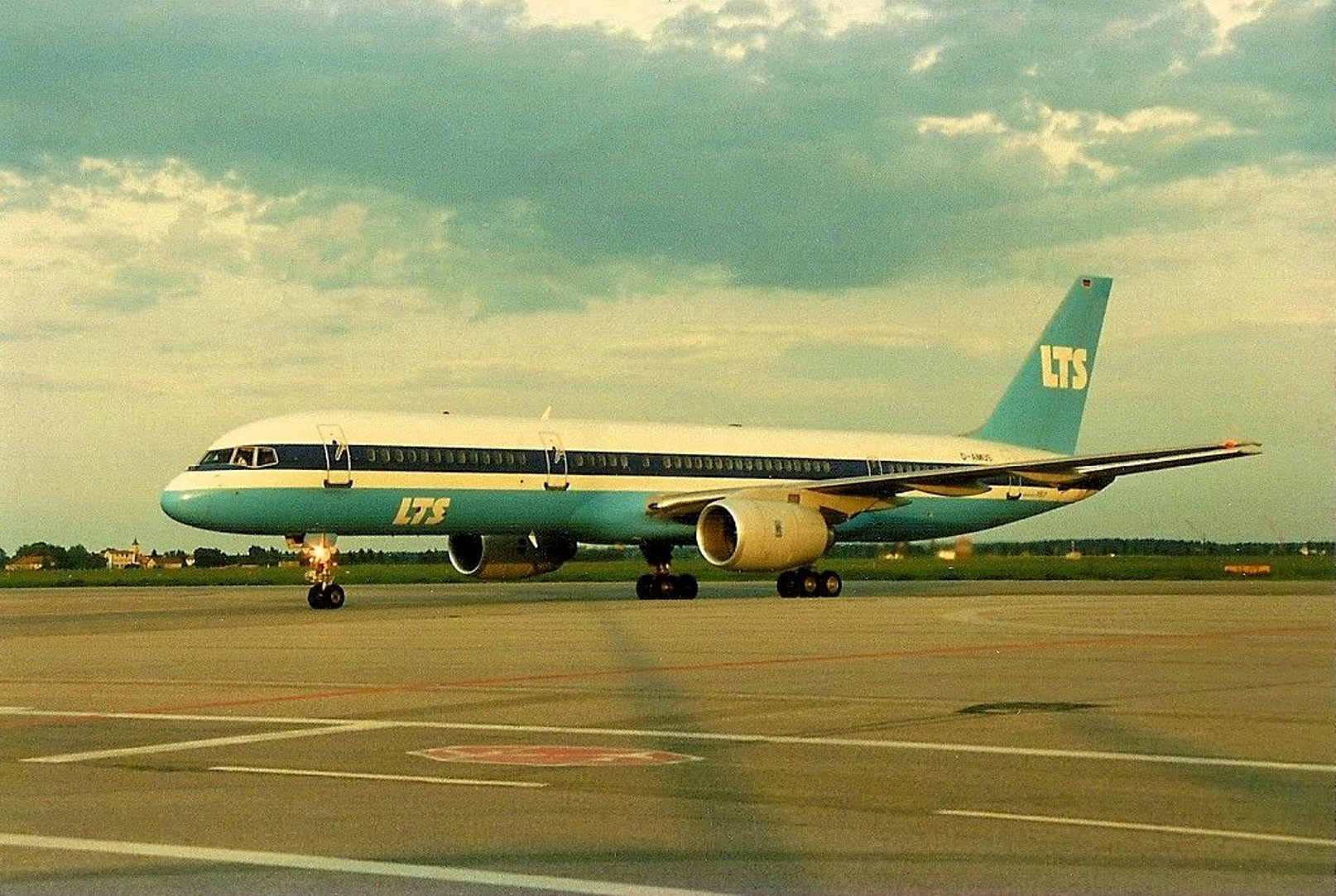
D-AMUS

Bei dieser Reparaturmaßnahme, die mit 20 Millionen DM den größten Einzelposten in der Schadensbilanz der Hagelkatastrophe von München darstellte, mussten nicht nur die Landeklappen (engl. Flaps) und die Störklappen (engl. Spoiler), sondern auch die gesamte obere Flugzeugzelle (engl. Crown Area) ausgewechselt werden. Das zweite Flugzeug mit dem Kennzeichen D-AMUS (MSN 23119), welches zusammen mit der D-AMUR am 25. August 1983 bei Boeing geordert worden war, wurde am 11. Februar 1985 an LTU übergeben und im Anschluss daran an die LTS vermietet. 

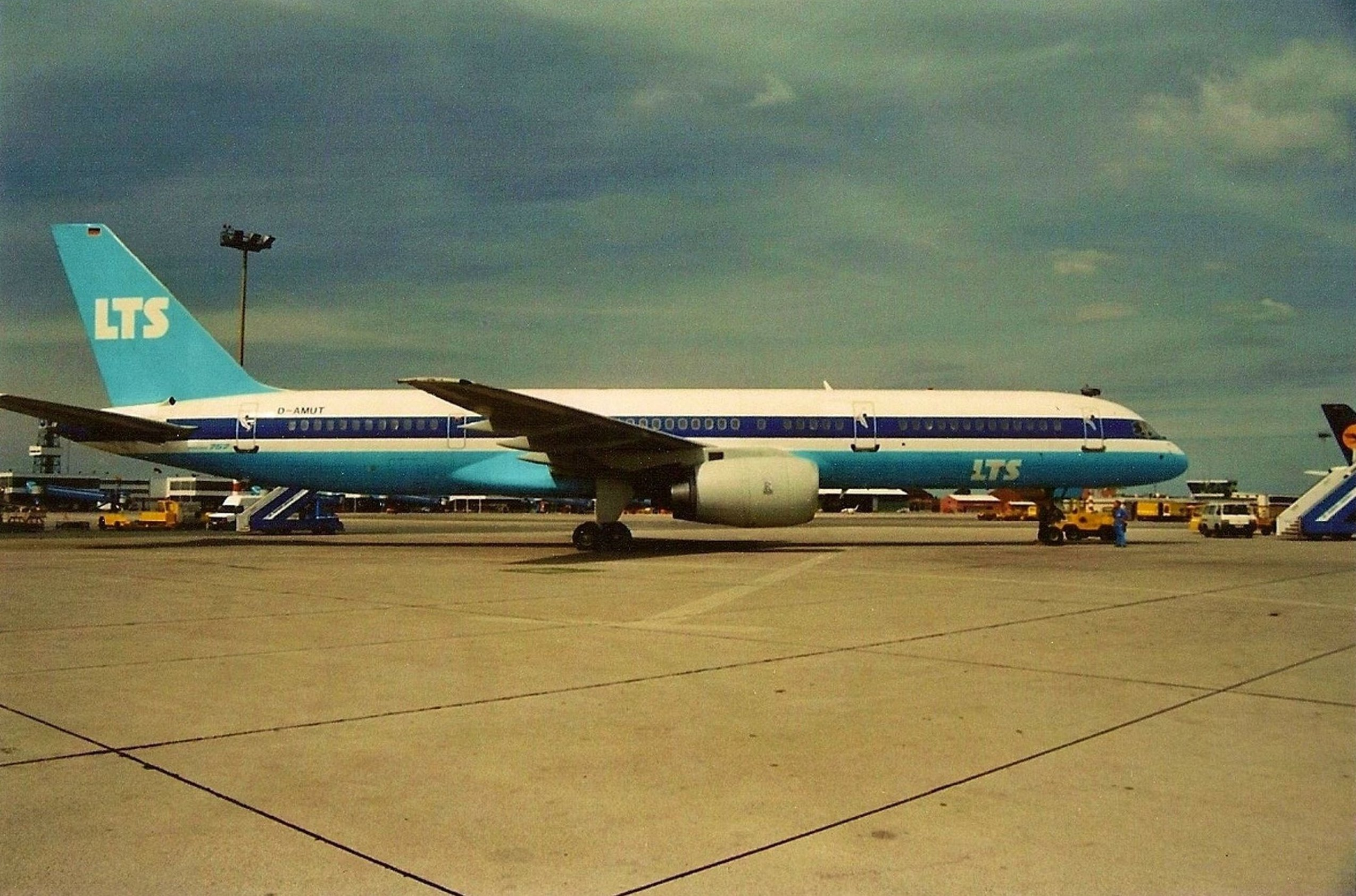
D-AMUT

 Das dritte Flugzeug der Baureihe Boeing 757-200, ausgestattet mit zwei RB211-535C Triebwerken, wie die beiden Schwestermodelle zuvor auch schon, wurde am 17. Januar 1986 bei Boeing bestellt und am 8. Dezember 1986 als D-AMUT (MSN 23651) ausgeliefert. Im Folgejahr 1987 wurde die Kontrolle der wirtschaftlichen Geschicke der LTS von der LTU übernommen und im November 1987 wurde der Name der Fluggesellschaft in LTU-Süd International Airways umbenannt.

## Flugziele

### Mittelstrecke
- Balearische Inseln: Palma de Mallorca, Ibiza
- Kanarische Inseln: Gran Canaria, Lanzarote, Teneriffa, Fuerteventura
- Griechenland: Korfu, Kos, Samos
- Marokko (Agadir), Türkei (Antalya), Portugal (Faro)

### Langstrecke
- Malediven (Malé)
- Thailand (Bangkok und Phuket)
- Sri Lanka (Colombo)
- Kenia (Mombasa)

## Flotte
- 3 Boeing 757